# Sylvains-les-Moulins
Sylvains-les-Moulins är en kommun i departementet Eure i regionen Normandie i norra Frankrike. Kommunen ligger i kantonen Damville som tillhör arrondissementet Évreux. År 2016 hade Sylvains-les-Moulins 1 331 invånare.

## Befolkningsutveckling
Antalet invånare i kommunen Sylvains-les-Moulins
Referens:INSEE